# Liste von Persönlichkeiten aus Balerna
Diese Liste enthält in Balerna geborene Persönlichkeiten und solche, die in Balerna ihren Wirkungskreis hatten, ohne dort geboren zu sein. Die Liste erhebt keinen Anspruch auf Vollständigkeit.

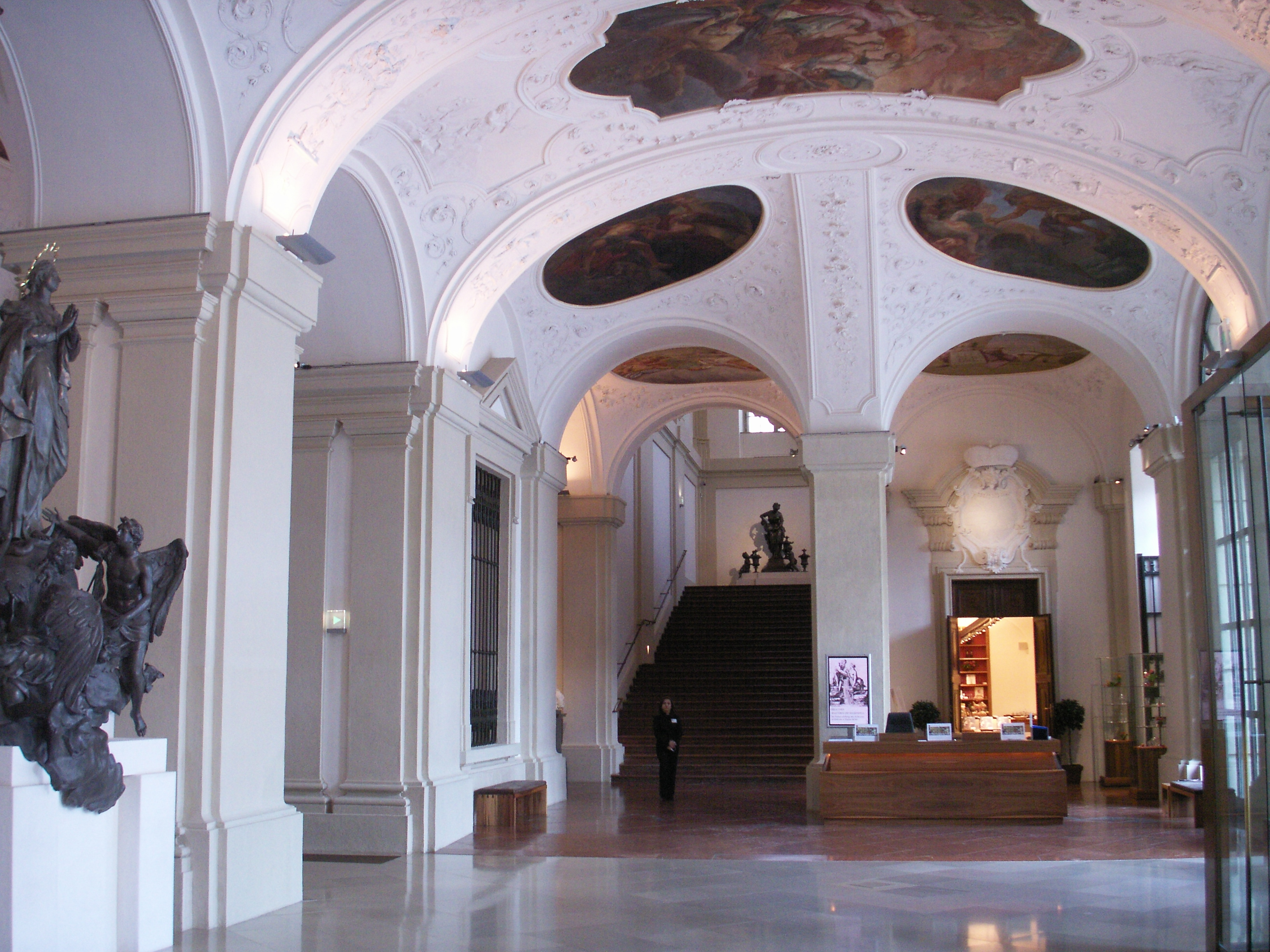
Giovanni Alfieri: Stuckaturen, Liechtenstein Palais, Wien, 1692

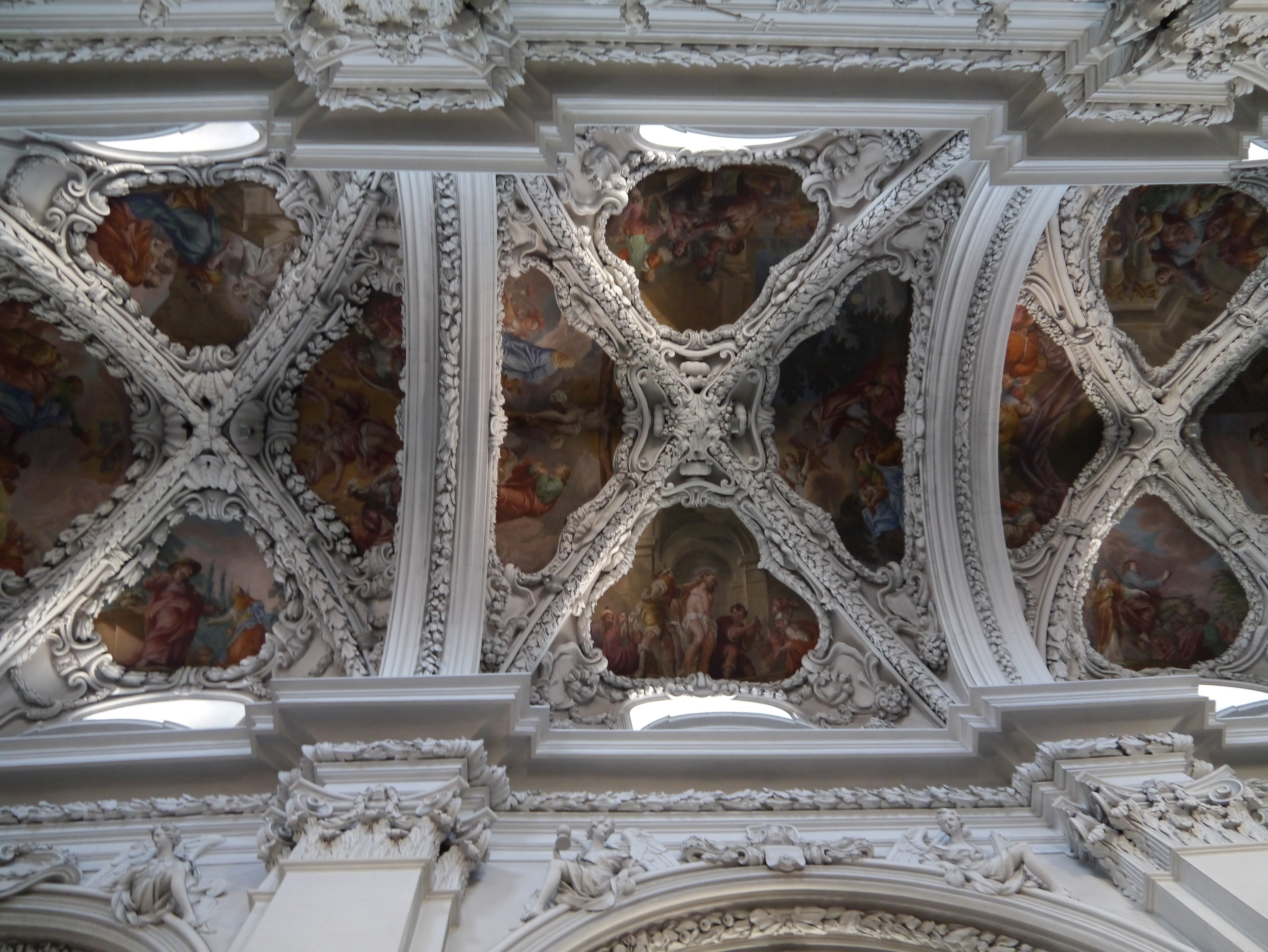
Gerolamo Alfieri: Stuckaturen, Decke der Kremsmünster Stiftskirche, 1680–1682.

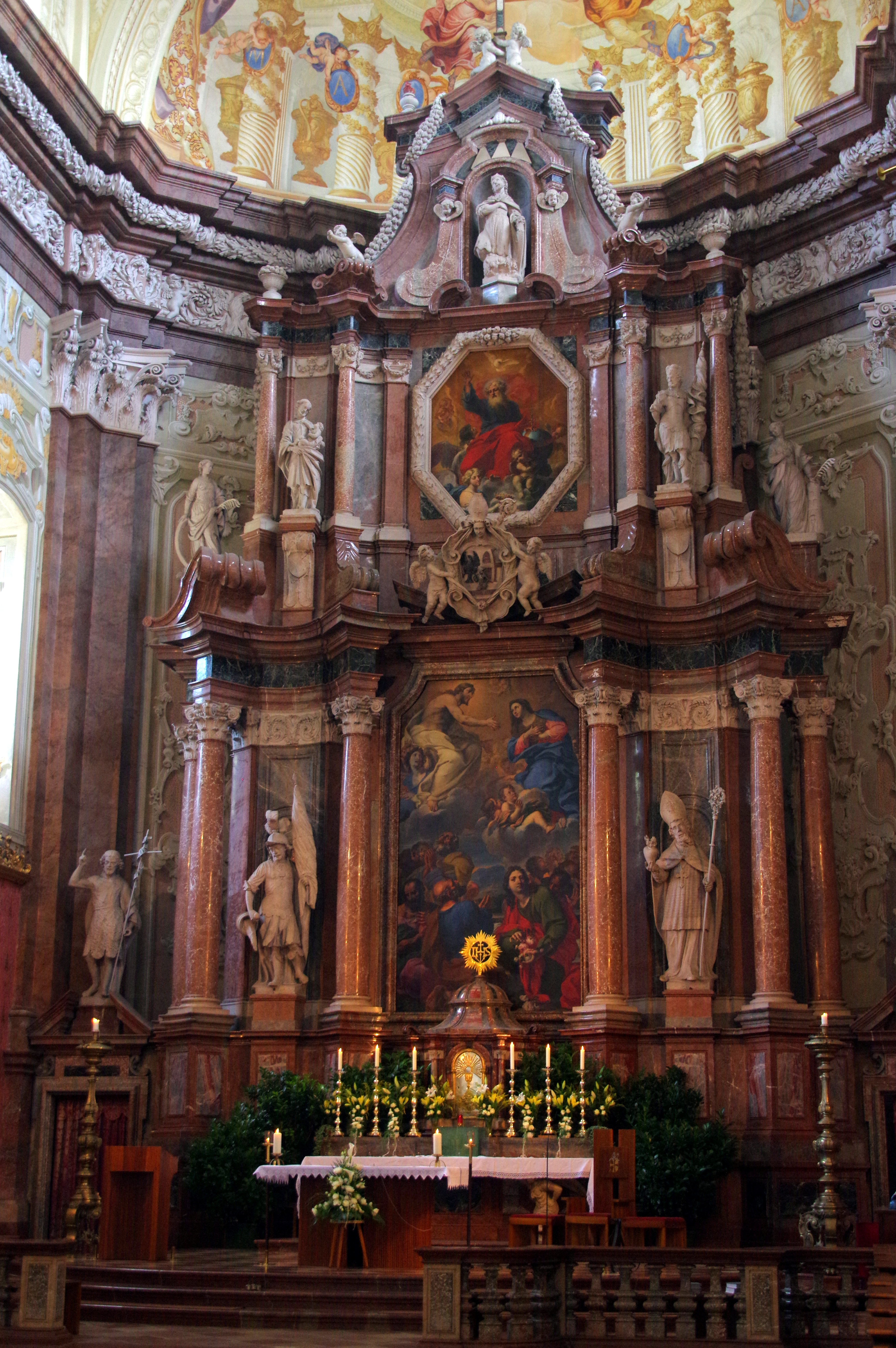
Giuseppe Boni: Hochaltar, Klosterkirche Sankt Florian, St. Florian (Linz-Land), 1682–1689.

## Persönlichkeiten
(Sortierung nach Geburtsjahr)
- Künstlerfamilie Alfieri. 
  - Antonio Alfieri (* um 1620 in Balerna; † nach 1692 in Bechyně), Sohn des Pietro, Polier in Týn nad Vltavou, Tábor und Bechyně[1]
  - Giovanni Alfieri (* um 1620 in Balerna; † nach 1692 ebenda?), Stuckateur im Palais Liechtenstein in Wien und in Jaroměřice nad Rokytnou[1]
  - Girolamo Alfieri (* 1654 in Balerna; † 14. Juli 1740 in Wien), Architekt in Wien, Kremsmünster, Laxenburg und Mauerbach[1]

- Künstlerfamilie Boni. 
  - Giovanni Boni (* um 1630 in Balerna; † um 1670 in Prag ?), Baumeister in Prag[2]
  - Santino Boni (* um 1640 in Balerna; † 1675 in Prag ?), Maurermeister. Er war mit Giovanni Boni 1663 als Maurermeister in Prag[2]
  - Carlo Antonio Boni (* um 1645 in Balerna; † nach 1682 ebenda ?), Bildhauer am Dom zu Mailand 1673; 1682 ging er mit Giovanni Battista Colombo nach Linz, um den Hochaltar für die Klosterkirche St. Florian zu errichten[2][3]
  - Giuseppe (Angelo ?) Boni (* um 1650 in Balerna; † nach 1721 ebenda ?), Sohn von Carlo Antonio, Bildhauer, ab 1670 arbeitete er mit seinem Vater in der Mailänder Dombauhütte; 1682 ging er mit Giovanni Battista Colombo nach Linz, um den Hochaltar für die Klosterkirche St. Florian zu errichten[4][2][5]

- Familie Agustone/i. [6]
  - Paolo Agustone (* um 1550 in Balerna; † nach dem 27. Februar 1590 in Rom), Baumeister, 27. Februar 1590 beschloss die Bruderschaft vom heiligen Joseph der Schreiner in Rom den Bau einer neuen Kirche am Fusse des Kapitols und auf dem Gefängnis der heiligen Simon Petrus und Paulus von Tarsus; der Bau wurde dem Paolo Agustone anvertraut.[6][7]
  - Francesco Agustone (* um 1620 in Balerna; † nach 1660 in Rom), ein Schweizer Stuckateur, Schüler von Ercole Ferrata, 1660 tätig in der Kathedrale von Osimo bei Ancona, ferner in Matelica und in der Kirche Sant’Ivo alla Sapienza in Rom[6][8][9]
  - Gilberto Agustoni (1922–2017), Geistlicher, Kardinal in Rom

- Familie del Nato. 
  - Maffiolus del Nato (* um 1390 in Balerna; † nach 1436 ebenda), Gouverneur der Pieve von Balerna für die Grafen Rusca[10]
  - Johannes del Nato (* um 1415 in Balerna; † nach 1473 ebenda), Erzpriester der Stiftskirche San Vittore martire von Balerna[10]
  - Hieronimus del Nato (* um 1440 in Como; † nach 1506 in Balerna), Erzpriester der Stiftskirche San Vittore martire von Balerna[10]
  - Giovanni Antonio del Nato (* um 1440 in Como; † nach 1506 in Mendrisio), Kanoniker der Stiftskirche San Vittore martire von Balerna, Erzpriester der Stiftskirche Cosma e Damiano von Mendrisio[10]

- Galeazzo de Maineri (* um 1415 in Parma ?; † nach 1483 ebenda), Militär, Podestà von Mendrisio und Balerna, Kastlan von Romanegro, Podestà von Teglio[11]
- Luigi del Maino (* um 1465 in Mailand ?; † nach 1511 ebenda), Militär, Podestà von Mendrisio und Balerna[12]
- Bernardino Camuzzi (* um 1470 in Lugano; † nach 1513), Arzt, Podestà von Balerna und Mendrisio[13]
- Domenico Bossi (* um 1570 in Balerna; † 1644 in Prag), aus Balerna, Baumeister in Prag[14][15]
- Giovanni Antonio Ferrari genannt il Balerna (* um 1576 in Balerna; † nach 1632 ebenda ?), Bauunternehmer an der Biblioteca Ambrosiana im Mailand[16]

- Familie Quadri. [17]
  - Francesco Quadro (* um 1580 in Balerna; † nach 1618 ebenda ?), Baumeister in Genua[18]
  - Pietro Quadri (*um 1610 in Balerna; † nach 1560 in Genua), Architekt[17]
  - Bernardino Quadri (* um 1610 in Balerna; † nach 1560 in Genua), Bildhauer[17]
  - Anselmo Quadro (* um 1640 in Balerna; † 1693 in Genua), Bildhauer Schüler von Giovan Battista Casella aus Carona TI schuf in Finale Ligure, Noli und Genua[19]
  - Giovanni Lodovico Quadri (* 1663 in Balerna; † 1733 ebenda), Architekt, dann Graveur, er illustrierte ein Werk von Giacomo Barozzi da Vignola[17]

- Familie Bianco. 

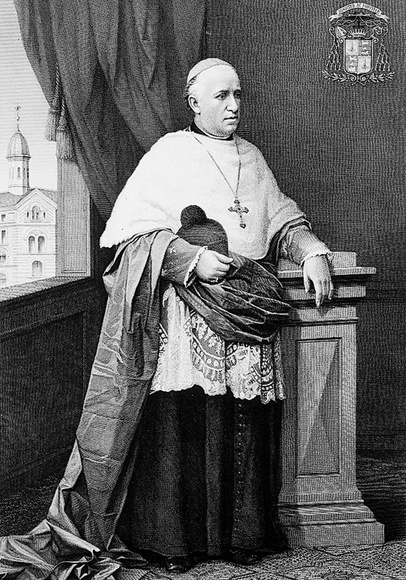
Bischof Eugène Lachat; zeitgenössischer Stich.

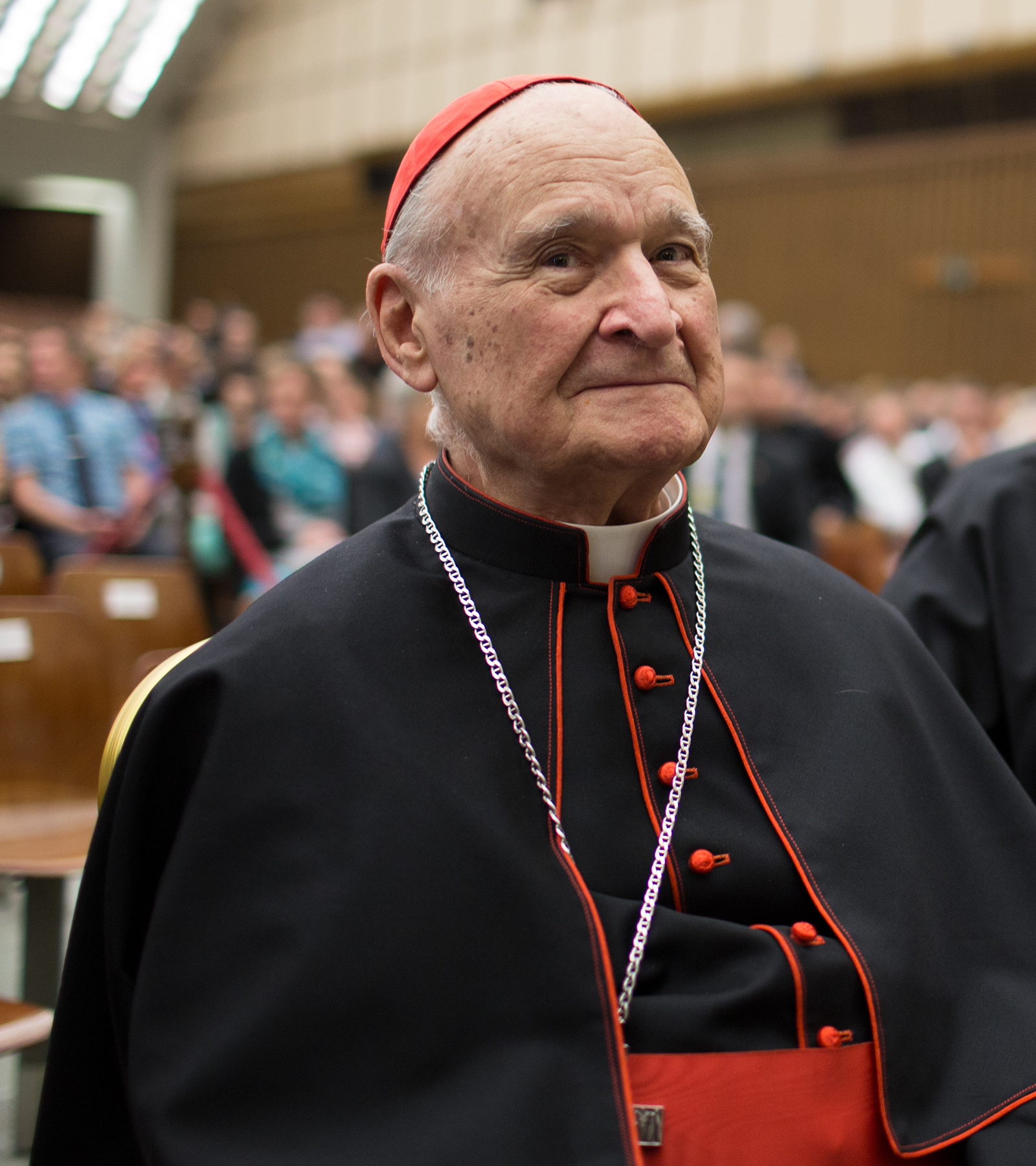
Gilberto Kardinal Agustoni (2013)

  - Cesare Bianco (* um 1560 in Balerna; † nach 1618 ebenda ?), Sohn von Battista, Baumeister in Genua[20]
  - Cipriano Bianco (* um 1560 in Balerna; † nach 1618 ebenda ?), Sohn von Pietro und Vater von Bartolomeo, Baumeister in Genua[21]
  - Francesco Bianco (* um 1560 in Balerna; † nach 1618 ebenda ?), Sohn von Dionisio, Baumeister in Genua[22]

- Francesco Bonesana (1649–1709), Nuntius und Bischof von Como
- Giovanni Paernio (* um 1660 in Balerna; † nach 1727 in Neumarkt in der Oberpfalz?), Stuckateur[23]
- Francesco Giuseppe Zezi (* 22. August 1753 in Ascona; † 10. April 1811 ebenda), Erzpriester und Dekan von Balerna 1790 bis zu seinem Tode, apostolischer Kommissär[24]
- Giuseppe Clerici (* 1717 in Mendrisio; † 1765 ebenda), Erzpriester von Balerna[25]
- Giovanni Battista Monti (* 19. September 1781 in Balerna; † 14. Mai 1859 ebenda), Staatsanwalt, Jurist[26]
- Giuseppe Bossi (* 1791 in Balerna; † 27. Juni 1863 ebenda), Arzt, Kantonsrichter[27]
- Giovanni Tarchini (1795–1874), Maler, Architekt[28]
- Eugène Lachat (1819–1886), römisch-katholischer Bischof von Bistum Basel
- Francesco de Abondio (* 1827 in Balerna; † 1893 ebenda), Rechtsanwalt und Offizier der tessinischen Truppen; zum Major ernannt 1868, Oberstleutnant 1872. War Richter am kantonalen Appellationsgericht[29]
- Antonio Primavesi (1857–1915), Rechtsanwalt, Notar, Appellationsrichter, Tessiner Grossrat und Staatsrat
- Angelo Tarchini (1874–1951), Anwalt, Politiker, Tessiner Grossrat, Staatsrat und Nationalrat
- Virgilio Verdaro (* 28. Juni 1885 in Lugano; † 6. Dezember 1960 in Pontassieve), Mitbegründer der Kommunistischen Partei Italiens[30]
- Anita Spinelli, geborene Annita Giuseppina Corti (1908–2010 in Mendrisio), Malerin und Zeichnerin malte Figurengemälde und Landschaften
- Rodolfo Soldati (* 27. Juni 1913 in Balerna; † 28. Juli 1997 in Pedrinate), Maler, Zeichner, Bildhauer[31]
- Primo Corti (* 8. März 1915 in Balerna; † in Zürich ?), Bildhauer seit 1924 in Zürich ansässig. Er schuf Grabstein, Bauernplastik und kirchliche Statuen[32]
- Gilberto Agustoni (1922–2017), Kurienkardinal der römisch-katholischen Kirche
- Pio Fontana (* 23. Oktober 1927 in Balerna; † 8. März 2001 in Mendrisio), Dozent, Schriftsteller, Kritiker[33]
- Fausto Bernasconi (* 26. März 1935 in Balerna; † 27. August 1962 in Lugano), Priester, Musikkritiker und Journalist[34]
- Gian Mario Pagani (* 30. Juni 1933 in Lugano), Anwalt, Notar, Tessiner Grossrat und Nationalrat[35]
- Remigio Ratti (1944 in Balerna), Ökonom, Politiker der Christlichdemokratische Volkspartei (CVP) und Hochschullehrer
- Rolando-Maria Raggenbass (* 27. August 1950 in Balerna; † 30. Januar 2005 in Castel San Pietro TI), aus Rorschacherberg, Maler, Installationskünstler schuf Objektbilder, biomorphe Formen und Konkretionen[36][37]
- Arnoldo Arrigoni (* 1957 in Balerna), Lehrer und Bildhauer[38]
- Manuele Bertoli (* 29. September 1961 in Balerna), Rechtsanwalt, Politiker und Staatsrat[39]